# Tonnerre 2 Zeus
Tonnerre 2 Zeus im Parc Astérix (Plailly, Hauts-de-France, Frankreich) ist eine Holzachterbahn des Herstellers Custom Coasters International, die 1997 als Tonnerre de Zeus (deutsch: Donner des Zeus) eröffnet wurde.
Sie ist mit ihrer Länge von 1232,6 Metern zurzeit (Stand Oktober 2023) die viertlängste Holzachterbahn in Europa. Die Achterbahn hat einen 29,9 m hohen Lifthill und eine Abfahrt in einen Tunnel sowie eine Helix von 256°.
In der griechischen Mythologie gilt Zeus als König der Götter. Er wird auch oft als Wettergott angesehen, der Blitze auf diejenigen schleudert, die ihn verärgern. Die Bahn liegt am Rande des griechischen Themenbereichs des Parks. Die Station ist als Tempel im griechischen Stil gestaltet. Zum Eingang führt der Weg zwischen den Beinen unter einer großen Zeus-Statue entlang.

## Umbau
Der Hersteller The Gravity Group überarbeitet in den Wintersaisons 2019, 2020 und 2021 die Schienen und tauschte Teile von diesen aus. Hierbei gab es auch Modifikationen am Layout der Schiene selbst. So wurden unter anderem Kurven stärker geneigt oder Airtime-Hügel hinzugefügt.
Nachdem der Umbau abgeschlossen wurde, wurde die Bahn vom ursprünglichen Namen Tonnerre de Zeus in Tonnerre 2 Zeus umbenannt.

## Züge
Tonnerre 2 Zeus besitzt zwei Züge von Gravitykraft Corporation mit jeweils 14 Wagen. In jedem Wagen können zwei Personen (eine Reihe) Platz nehmen. Die letzten beiden Reihe von beiden Zügen sind umgedreht, sodass die Fahrgäste rückwärts fahren. In den Jahren 2022 und 2023 verfügten die Züge nur über jeweils 13 Wagen, wobei hier nur der jeweils letzte umgedreht war.
Bis 2021 besaß die Bahn zwei Züge des Herstellers Philadelphia Toboggan Coasters mit jeweils sieben Wagen. In jedem Wagen konnten vier Personen (zwei Reihen à zwei Personen) Platz nehmen. Als Tonnerre de Zeus eröffnet wurde, gab es zwei blaue Züge. Für 2004 wurden neue Züge installiert. Davon war ein Zug blau und einer rot.